# Amutria

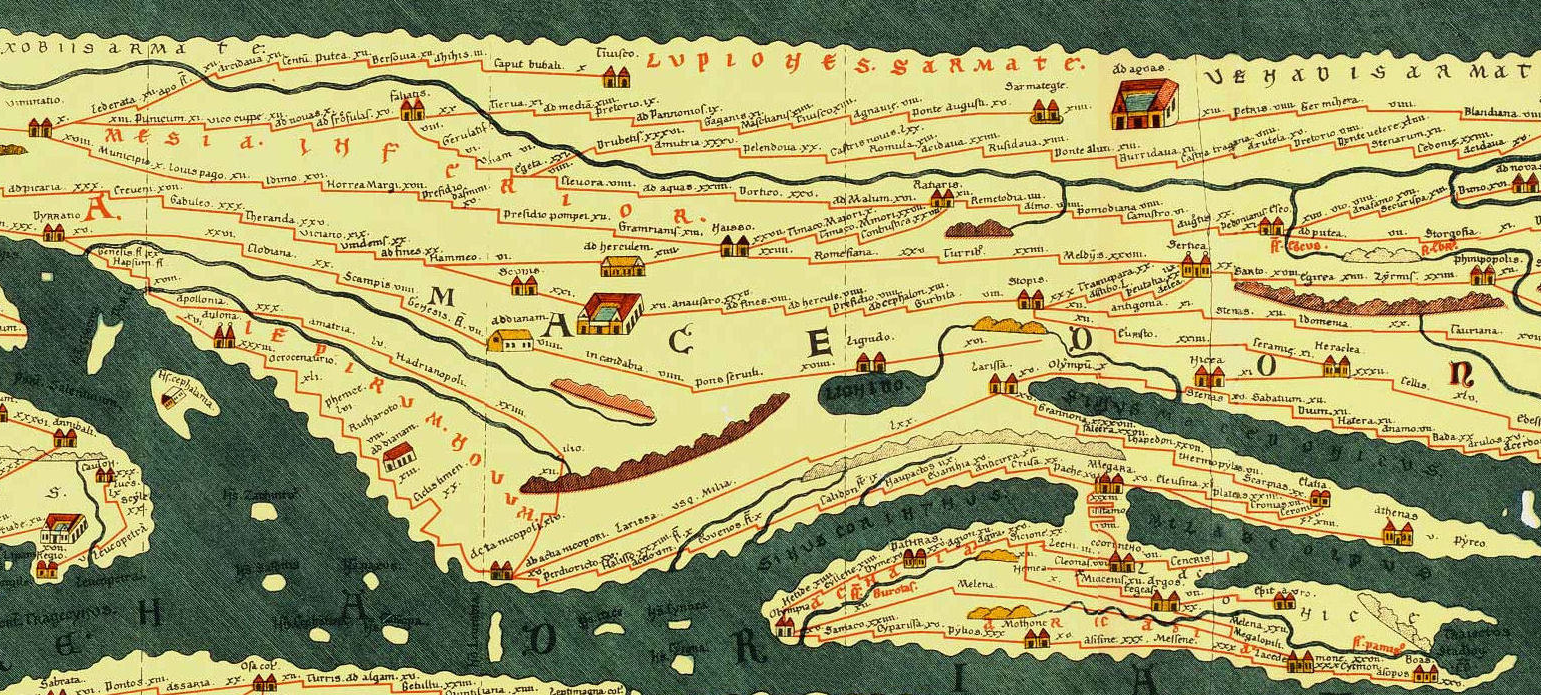
Amutria En Tabula Peutingeriana (centro superior)

Amutria (Amutrion, Amutrium, Admutrium, Ad Mutrium, Ad Mutriam, en griego antiguo: Ἀμούτριον) fue una ciudad dacia cerca del Danubio e incluida en la red de vías romanas, después de la conquista de Dacia.
Su nombre es homónimo con el nombre antiguo del cercano río Motru. Su posible ubicación en el cruce de este río da una cierta importancia.